# Список послов СССР и России в Тонге
В статье представлен список послов СССР и России в Тонге.
- 2 октября 1975 г. — установлены дипломатические отношения на уровне посольств. Со стороны СССР и России осуществляются через посольство в Новой Зеландии.

## Список послов
| Срок полномочий                   | Посол                         | Годы жизни | Вручение верительных грамот | Комментарии         |
| --------------------------------- | ----------------------------- | ---------- | --------------------------- | ------------------- |
| СССР                              |                               |            |                             |                     |
| 31 января 1976 — 27 января 1979   | Олег Павлович Селянинов       | 1915—2010  | 14 апреля 1976              | По совместительству |
| 27 января 1979 — 29 марта 1984    | Всеволод Николаевич Софинский | 1924—2008  | 19 июня 1979                | По совместительству |
| 23 мая 1984—1987                  | Владимир Леонидович Быков     | 1932—2013  | 23 мая 1984                 | По совместительству |
| 1987 — 25 декабря 1991            | Юрий Михайлович Соколов       | 1932—2019  |                             | По совместительству |
| Российская Федерация              |                               |            |                             |                     |
| 25 декабря 1991 — 18 марта 1992   | Юрий Михайлович Соколов       | 1932—2019  |                             | По совместительству |
| 18 марта 1992 — 11 ноября 1993    | Александр Прохорович Лосюков  | 1943—2021  |                             | По совместительству |
| 22 мая 1995 — 15 декабря 1999     | Сергей Владимирович Беляев    | 1953—      |                             | По совместительству |
| 15 декабря 1999 — 28 июля 2004    | Геннадий Иванович Шабанников  | 1939—2006  |                             | По совместительству |
| 28 июля 2004 — 11 сентября 2008   | Михаил Николаевич Лысенко     | 1955—      |                             | По совместительству |
| 11 сентября 2008 — 4 октября 2012 | Андрей Алексеевич Татаринов   | 1951—      |                             | По совместительству |
| 19 февраля 2013 — 4 июня 2018     | Валерий Яковлевич Терещенко   | 1952—      |                             | По совместительству |
| 8 сентября 2018 — настоящее время | Георгий Викторович Зуев       | 1958—      | 8 ноября 2018               | По совместительству |